# Distretto di Simón Bolívar
Il distretto di Simón Bolívar è uno dei tredici distretti della provincia di Pasco, in Perù. Si trova nella regione di Pasco e si estende su una superficie di 697,15 chilometri quadrati.
Istituito il 15 aprile 1955, ha per capitale la città di San Antonio de Rancas.